# Boston-Marathon 1972
Der Boston-Marathon 1972 war die 76. Ausgabe der jährlich stattfindenden Laufveranstaltung in Boston, Vereinigte Staaten. Der Marathon fand am 17. April 1972 statt.
Bei den Männern gewann Olavi Suomalainen in 2:15:39 h und bei den Frauen Nina Kuscsik in 3:10:26 h.

## Ergebnisse

### Männer
| Platz | Athlet             | Land               | Zeit (h) |
| ----- | ------------------ | ------------------ | -------- |
| 01    | Olavi Suomalainen  | Finnland           | 2:15:39  |
| 02    | Victor Manuel Mora | Kolumbien          | 2:15:57  |
| 03    | Jacinto Sabinal    | Mexiko             | 2:16:10  |
| 04    | Alfredo Peñaloza   | Mexiko             | 2:18:46  |
| 05    | Pablo Garrido Lugo | Mexiko             | 2:19:50  |
| 06    | Bruce Mortenson    | Vereinigte Staaten | 2:19:59  |
| 07    | Jeff Galloway      | Vereinigte Staaten | 2:20:03  |
| 08    | Álvaro Mejía       | Kolumbien          | 2:20:06  |
| 09    | Steve Dean         | Vereinigte Staaten | 2:20:29  |
| 10    | Markku Salminen    | Finnland           | 2:20:42  |

### Frauen
| Platz | Athletin           | Land               | Zeit (h) |
| ----- | ------------------ | ------------------ | -------- |
| 01    | Nina Kuscsik       | Vereinigte Staaten | 3:10:26  |
| 02    | Elaine Pederson    | Vereinigte Staaten | 3:20:35  |
| 03    | Kathrine Switzer   | Vereinigte Staaten | 3:29:51  |
| 04    | Patricia Barrett   | Vereinigte Staaten | 3:40:29  |
| 05    | Sara Mae Berman    | Vereinigte Staaten | 3:48:30  |
| 06    | Valerie Rogosheske | Vereinigte Staaten | 4:29:32  |
| 07    | Ginny Collins      | Vereinigte Staaten | 4:48:32  |
| 08    | Frances Morrison   | Vereinigte Staaten | 5:07:00  |